# 예팅겐

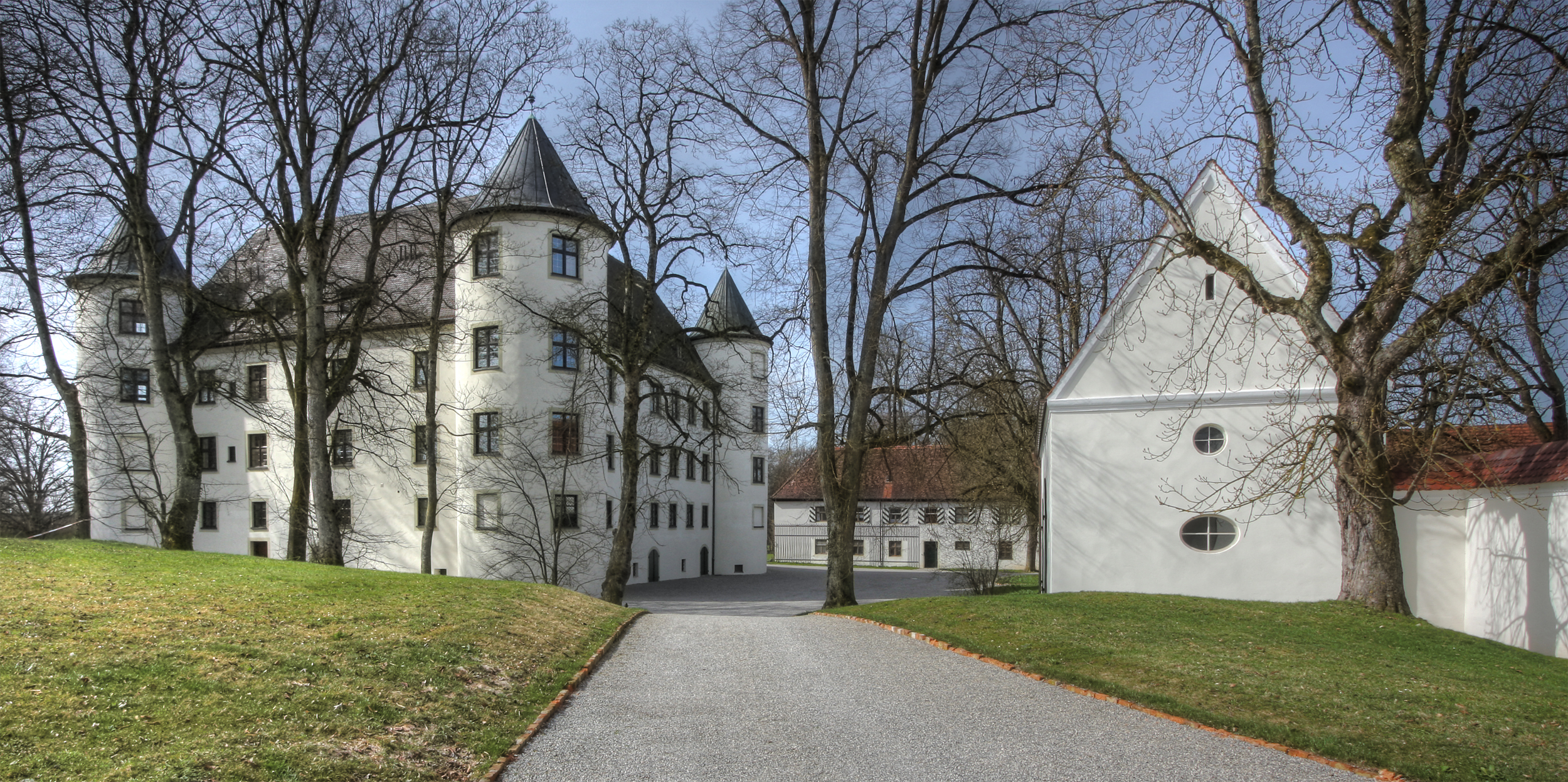
예팅겐의 성

예팅겐(독일어: Jettingen)은 독일 바이에른주에 있는 도시이다.